# Beer Money, Inc.
Palmarès
5 fois champion du monde par équipes de la TNA
Beer Money, Inc. est une équipe de catcheurs (lutteurs professionnel) composée de James Storm et Bobby Roode à la Total Nonstop Action Wrestling.

## Carrière

### Formation de l'équipe et premier TNA World Tag Team Championship (2008)

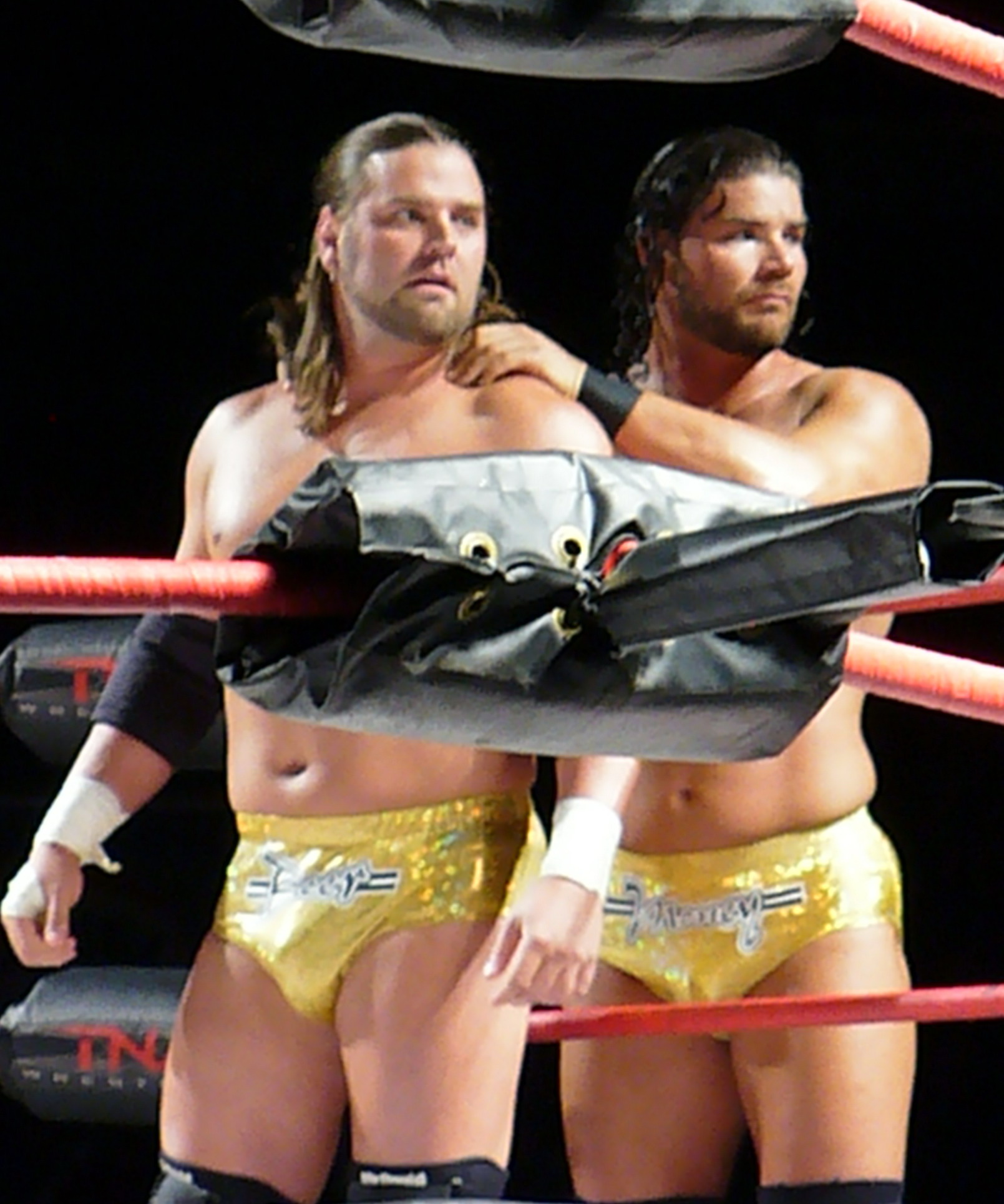
Beer Money en Septembre 2008.

En mai 2008, Robert Roode et James Storm commence souvent à faire équipe mais ne sont toujours pas une vraie équipe, car Robert Roode commence à squatter le main event tandis que James Storm est up-carder mais traîne dans des feuds bouches trous. Lors de Hard Justice 2008, ils battent The Latin American Xchange et remportent les TNA World Tag Team Championship. 
Lors de Bound for Glory IV, ils conservent leur titres dans un Four Way Tag Team Monster's Ball Match contre Abyss et Matt Morgan, Team 3D et The Latin American Xchange. Lors de Turning Point (2008), ils conservent leurs titres contre The Motor City Machine Guns (Alex Shelley et Chris Sabin).

### Off the Wagon Challenge et multiples rivalités (2009–2010)

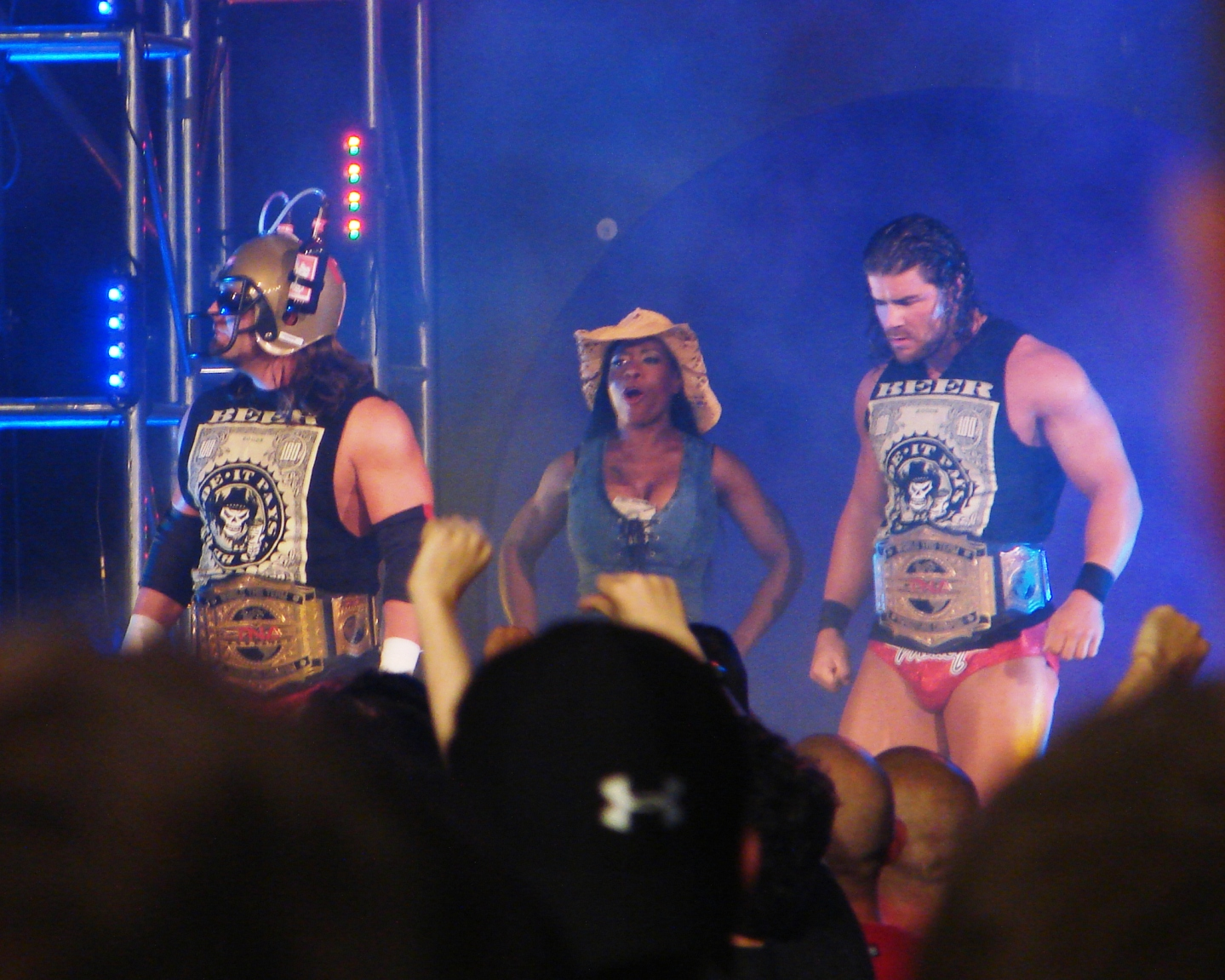
Beer Money, Inc. avec leur ancienne manageuse Jacqueline.

Mais en décembre 2008, ils perdent leurs titres face à l'équipe Lethal Consequence mais réussissent à les récupérer 1 mois plus tard à Genesis 2009. Ils mettent en jeu leurs titres à LockDown face à la Team 3D qui elle met en jeu ces IWGP World Tag Team Championship. Ils perdent leur titre à LockDown dans un Street Fight Match assez violent et spectaculaire. Puis ils gagnent le Team 3D Invitationnal Tag Team Tournament qui leur donne un match pour les titres par équipes à Slammiversary 2009 mais ils perdent le match. Mais ils regagnent le titre par équipes lors d'un Impact qui se déroule 2 semaines après. Mais ils les perdent à Victory Road face à Booker T et Scott Steiner soit 3 semaines après leur victoire. Ils effectuent un tweener turn lorsqu'ils affrontent sans succès la British Invasion pour le IWGP World Tag Team Championship à Hard Justice 2009 à la suite d'une intervention d'Eric Young. Puis à Bound For Glory, ils participent à un 4 Way Tag Team Full Mayhem Match pour les titres TNA Tag Team et les titres IWGP Tag Team mais perdent. A Turning Point 2009, ils perdent dans un 3 Way Tag Team Match pour le titre TNA Tag Team. Lors de Genesis (2010), ils battent The Band (Kevin Nash et Syxx-Pac). Ils participent ensemble aux Lethal Lockdown a LockDown 2010 en compagnie de Sting et de Desmond Wolph mais sans succès.

### Fortune (2010–2011)
Ils forment avec AJ Styles, Kazarian et Ric Flair, un clan du nom de Fortune. À Slammiversary VIII, ils perdent face à Jeff Hardy et Ken Anderson. À l'occasion de TNA Victory Road, Beer Money échouent à leur conquête des titres par équipe (alors vacant) au profit des Motor City Machine Guns. Les deux équipes entament une rivalité qui va durer plusieurs semaines. Au cours de celle-ci, les deux Tag Team s'affronteront dans une série de 5 matchs pour déterminer qui mérite vraiment la ceinture. Beer Money remporteront leurs deux premiers matchs mais perdront les trois autres. Les deux premiers matchs ont été remportés après que James Storm fracasse une bouteille en verre sur la tête de ses adversaires. Cette courte rivalité est déjà considérée comme légendaire pour l'histoire du catch par équipe. À Bound For Glory 2010, ils perdent un Lethal LockDown Match avec Fortune face à EV2.0. À Turning Point, ils gagnent un 5 Way Tag Team Match face à EV2.0. Lors de l'Impact du 11 novembre 2010, ils perdent avec Douglas Williams contre Matt Morgan. Lors de Final Resolution (2010), ils battent Ink Inc. et deviennent challenger n°1 au Titre Par Équipe de la TNA.
Lors de Genesis (2011) ils battent The Motor City Machine Guns et remportent les TNA World Tag Team Championship pour la quatrième fois. À Impact, ils gagnent un match contre Ken Anderson et Rob Van Dam. Ils battent aussi les Motor City Machine Guns pour leur revanche le 13 janvier lors d'Impact ! Les Beer Money effectuent un Face Turn avec Fortune en révélant que c'était eux les « They » dont Crimson avait parlé, Fortune disant qu'ils ne laisseront pas les Immortal détruire la TNA. Lors de Against All Odds (2011), ils font équipe avec Scott Steiner et battent Rob Terry, Gunner et Murphy. Lors de l'Impact du 3 mars, ils battent Gunner et Murphy et conservent leurs titres. Lors de Victory Road, ils battent Ink Inc pour conserver leurs titres. 
Lors de Lockdown 2011, eux et les autres membres de Fortune remporte le Lethal Lockdown match contre Immortal (à noter qu'AJ Styles a effectué son retour après s'être fait passer à travers une table par Bully Ray il y a un mois), ce qui a aidé Fortune à gagner en étant à 5 vs 4. Lors de l'Impact du 21 avril, ils battent Rob Terry et Murphy dans un Cage Match et conservent leurs titres. Lors de Sacrifice (2011), ils conservent leurs titres contre Matt Hardy et Chris Harris. Lors d'Hardcore Justice (2011), ils battent la Mexican America et conservent leur ceinture du monde par équipe de la TNA, mais perdent les titres lors de l'iMPACT! du 18 août à la suite d'une intervention de Jeff Jarett, de Sarita et Rosita. Le 25 août ils remportent un match avec AJ Styles face aux Immortals Bully Ray et Scott Steiner.

#### Bound for Glory Series et séparation (2011)
Le 13 octobre, ils s'affrontent dans le cadre de la préparation au match de Roode pour le championnat du monde de la TNA face à Kurt Angle à Bound for Glory. Roode remporte le match après que Kurt Angle ait projeté Storm dans les escaliers en acier.  
Lors de Bound for Glory, Bobby Roode affronte Kurt Angle dans le main-event du show pour le titre mais ne le remporte pas après que Angle ait fait un tomber en s'aidant des cordes.
Lors de l'iMPACT suivant, Sting et Dixie Carter qui ont repris le contrôle de la fédération annoncent un match revanche mais Angle annonce que Bishoff a inclus une stipulation dans le contrat du match de Bound for Glory : il n'y aura pas de rematch. James Storm arrive et Sting décide qu'il y aurait dans le main event un match entre Storm et Angle pour le titre de la TNA. James Storm remporte le TNA World Heavyweight Championship grâce à un superkick. Il fête la victoire avec Kazarian, Bobby Roode et A.J. Styles.
Le 27 octobre, Roode bat Samoa Joe et devient le challenger n°1 au titre de son coéquipier James Storm. Ils s'affronteront lors de l'iMPACT Wrestling suivant, le 3 novembre. La semaine suivante il bat James Storm après lui avoir brisé la bouteille de ce dernier sur la tête et remporte ainsi le TNA World Heavyweight Championship, menant à la dissolution de l'équipe. Le 10 novembre un match revanche est organisé pas Sting. Seulement James Storm est mis en sang par quelqu'un dont l'identité reste inconnue dans les vestiaires. Déclaré inapte à se battre il viendra tout de même faire son combat que Bobby Roode remportera.

#### Reformation et TNA World Tag Team Champions (2016)
Lors de l'Impact Wrestling du 5 janvier, James Storm fait son retour en tant que face et sauve Bobby Roode de Eric Young et Bram. Puis il trinquera avec Roode, ce qui entraîne le retour de Beer Money. Lors du Feast of Fired du 26 janvier 2016, James Storm s'empare de la mallette contenant le contrat pour le TNA World Tag Team Championship. Le 8 février, ils battent The Wolves et remportent les TNA World Tag Team Championship pour la cinquième fois.
Le 19 mars, ils perdent leurs titres dans un Valley of Shadows Match contre The Decay (Abyss et Crazzy Steve). Puis l'équipe est à nouveau dissoute à la suite du départ de Bobby Roode à la WWE

### New Japan Pro-Wrestling (2009–2011)
Le 15 février 2009, ils font leurs débuts à la New Japan Pro Wrestling, en battant l'équipe de Akira et Masahiro Chono. Le 12 octobre 2010, la promotion annonce qu'ils reviendront le 22 octobre. Le 22 octobre, ils battent les IWGP Tag Team Champions, Bad Intentions (Giant Bernard et Karl Anderson), dans un Non–Title Match.Le lendemain, ils poursuivent leur série d'invincibilité au Japon, en battant No Limit (Tetsuya Naitō et Yujiro Takahashi). 
Lors de Wrestle Kingdom V, ils perdent contre Bad Intentions qui comprenait également Muscle Orchestra (Manabu Nakanishi et Strong Man) et ne remportent pas les IWGP Tag Team Championship,.

## Palmarès et récompenses
- Pro Wrestling Illustrated
  - Équipe de l'année 2008

- Total Nonstop Action Wrestling
  - 5 fois TNA World Tag Team Championship[18]
  - 2 fois TNA World Heavyweight Championship - James Storm (1) et Bobby Roode (1)
  - TNA Tag Team Championship Series (2010)
  - Bound for Glory Series (2011) – Roode
  - Team 3D Invitational Tag Team Tournament (2009)[19]